# Giáo phận Thái Bình
Giáo phận Thái Bình (tiếng Latin: Dioecesis de Thai Binh) là một giáo phận Công giáo Rôma tại Việt Nam nằm trên địa bàn của tỉnh Hưng Yên.
Theo số liệu của Giáo hội năm 2018, Giáo phận này hiện có khoảng 134.700 giáo dân (chiếm 4,6% dân số) trên tổng số dân khoảng 2.955.000 người, 108 giáo xứ, 368 giáo họ, 132 linh mục. Theo số liệu năm 2020 đăng tải trên trang Catholic Hierarchy, Giáo phận Thái Bình có 136.656 giáo dân trên tổng số 3.289.300 người dân, chiếm khoảng 4,2%. Giáo phận cũng có 121 giáo xứ, 173 linh mục (133 triều và 40 dòng) cũng như 282 tu sĩ (40 nam và 242 nữ).
Giáo phận Thái Bình được cai quản bởi giám mục Đa Minh Đặng Văn Cầu (từ năm 2022).

## Lịch sử
Thái Bình tuy là một trong những vùng đất hình thành các giáo xứ Công giáo tại Việt Nam. Tuy nhiên, địa phận Thái Bình lại là địa phận được thành lập muộn nhất trong Giáo tỉnh Hà Nội. Ngày 9 tháng 3 năm 1936, Giáo hoàng Piô XI ban Sắc chỉ Praecipuas inter Apostolicas thành lập Hạt Đại diện Tông Tòa Thái Bình gồm hai tỉnh Thái Bình và Hưng Yên, tách ra từ Hạt Đại diện Tông Tòa Bùi Chu. Ngày 15 tháng 6 năm đó, Tòa Thánh bổ nhiệm một linh mục dòng Dominic người Tây Ban Nha tên là Juan Casado Obispo làm Giám mục đại diện tông tòa Thái Bình. Ông có tên Việt là Thuận và trở thành Giám mục tiên khởi của địa phận.
Tuy là một giáo phận nhỏ nhưng Giáo phận Thái Bình là quê hương của 19 người trong số 117 vị Thánh tử đạo Việt Nam.

## Danh sách các giáo xứ
Địa giới giáo phận: phía bắc giáp giáo phận Bắc Ninh và giáo phận Hải Phòng, phía nam giáp giáo phận Bùi Chu, phía đông giáp vịnh Bắc Bộ, phía tây giáp tổng giáo phận Hà Nội.

### Giáo hạt Bắc Tiền Hải
Giáo hạt Bắc Tiền Hải gồm 9 giáo xứ nằm trên địa bàn các xã phía đông nam tỉnh Hưng Yên, xếp theo ABC:
1. Giáo xứ Bác Trạch - Thôn Bác Trạch, xã Tây Tiền Hải
2. Giáo xứ Bạch Long - Thôn Bạch Long, xã Đồng Châu
3. Giáo xứ Công Bồi - Thôn Công Bồi, xã Đồng Châu
4. Giáo xứ Lạc Thành - Thôn Lạc Thành, xã Tiền Hải
5. Giáo xứ Lương Điền - Thôn Lương Điền, xã Đồng Châu
6. Giáo xứ Nam Thái - Thôn Nam Thái, xã Tây Tiền Hải
7. Giáo xứ Quan Cao - Thôn Quan Cao, xã Tây Tiền Hải
8. Giáo xứ Quân Trạch - Thôn Quân Trạch, xã Tây Tiền Hải
9. Giáo xứ Vinh Sơn - Thôn Vinh Sơn, xã Tây Tiền Hải

### Giáo hạt Đông Hưng
Giáo hạt Đông Hưng gồm 26 giáo xứ nằm trên địa bàn các xã trung tâm tỉnh Hưng Yên, xếp theo ABC:
1. Giáo xứ An Lập - Thôn Đông Thành, xã Nam Tiên Hưng
2. Giáo xứ An Thái - Thôn An Thái, xã Bắc Tiên Hưng
3. Giáo xứ Bồ Ngọc - Thôn Bồ Ngọc, xã Minh Thọ
4. Giáo xứ Bơn Làng - Thôn Bơn Làng, xã Tiên Hưng
5. Giáo xứ Chấp Trung - Thôn Chấp Trung, xã Tiên La
6. Giáo xứ Đông Châu - Thôn Đông Châu, xã Ngọc Lâm
7. Giáo xứ Duyên Lãng - Thôn Duyên Lãng, xã Hồng Minh
8. Giáo xứ Duyên Tục - Thôn Duyên Tục, xã Bắc Tiên Hưng
9. Giáo xứ Hà Xá - Thôn Hà Xá, xã Long Hưng
10. Giáo xứ Lập Trại - Thôn Lập Trại, xã Nam Tiên Hưng
11. Giáo xứ Lương Đống - Thôn Lương Đống, xã Bắc Đông Quan
12. Giáo xứ Mỹ Đình - Thôn Mỹ Đình, xã Diên Hà
13. Giáo xứ Nam Lỗ - Thôn Ái Quốc, xã Đông Tiên Hưng
14. Giáo xứ Phú Giáo - Thôn Phú Giáo, xã Diên Hà
15. Giáo xứ Phú Lạc - Thôn Phú Lạc, xã Lê Quý Đôn
16. Giáo xứ Phục Lễ - Thôn Phục Lễ, xã Nguyễn Du
17. Giáo xứ Phương Quan - Thôn Phương Quan, xã Bắc Đông Hưng
18. Giáo xứ Phương Xá - Thôn Phương Xá, xã Bắc Đông Hưng
19. Giáo xứ Quan Khê - Thôn Quan Khê, xã Long Hưng
20. Giáo xứ Quỳnh Lang - Thôn Quỳnh Lang, xã Ngọc Lâm
21. Giáo xứ Tân Mỹ - Thôn Tân Mỹ, xã Ngọc Lâm
22. Giáo xứ Tây Làng - Thôn Tây Chí, xã Nam Tiên Hưng
23. Giáo xứ Thuần Túy - Thôn Rí, xã Đông Hưng
24. Giáo xứ Tống Xuyên - Thôn Tống Xuyên, xã Long Hưng
25. Giáo xứ Tràng Quan - Thôn Tràng Quan, xã Nam Tiên Hưng
26. Giáo xứ Việt Yên - Thôn Việt Yên, xã Diên Hà

### Giáo hạt Đông Hưng Yên
Giáo hạt Đông Hưng Yên gồm 9 giáo xứ nằm trên địa bàn các xã trung tâm tỉnh Hưng Yên, xếp theo ABC:
1. Giáo xứ Bích Đông - Thôn Bích Đông, xã Hồng Quang
2. Giáo xứ Cao Xá - Xã Quang Hưng
3. Giáo xứ Đan Chàng - Thôn Tân Viên, xã Hồng Quang
4. Giáo xứ Hạ Lễ - Xã Hồng Quang
5. Giáo xứ Ngọc Châu - Thôn Ngọc Châu, xã Ân Thi
6. Giáo xứ Phương Bồ - Thôn Phương Bồ, xã Đoàn Đào
7. Giáo xứ Tần Nhẫn - Thôn Tần Tiến, xã Quang Hưng
8. Giáo xứ Thụy Lôi - Xã Tiên Lữ
9. Giáo xứ Võng Phan - Thôn Võng Phan, xã Tống Trân

### Giáo hạt Kiến Xương
Giáo hạt Kiến Xương gồm 12 giáo xứ nằm trên địa bàn các xã phía nam tỉnh Hưng Yên, xếp theo ABC:
1. Giáo xứ Cao Mại - Thôn Đông Nghĩa, xã Bình Thanh
2. Giáo xứ Đồng Quan - Thôn Đồng Tâm, xã Vũ Quý
3. Giáo xứ Đồng Vân - Thôn Đồng Vân, xã Quang Lịch
4. Giáo xứ Dương Cước - Thôn Dương Cước, xã Trà Giang
5. Giáo xứ Giáo Nghĩa - Thôn Giáo Nghĩa, xã Kiến Xương
6. Giáo xứ Hữu Tiệm - Thôn Nam Tiến, xã Bình Thanh
7. Giáo xứ Thái Sa - Thôn Thái Sa, xã Thư Vũ
8. Giáo xứ Thân Thượng - Thôn Đoàn Kết, xã Kiến Xương
9. Giáo xứ Thọ Sở - Thôn Thọ Sở, xã Kiến Xương
10. Giáo xứ Trà Vy - Thôn Trà Vy, xã Hồng Vũ
11. Giáo xứ Truyền Tin - Thôn Luật Trung, xã Quang Lịch
12. Giáo xứ Văn Lăng - Thôn Văn Lăng, xã Lê Lợi

### Giáo hạt Nam Tiền Hải
Giáo hạt Nam Tiền Hải gồm 21 giáo xứ nằm trên địa bàn các xã phía đông nam tỉnh Hưng Yên, xếp theo ABC:
1. Giáo xứ Cao Bình - Thôn Nam Tiến, xã Bình Định
2. Giáo xứ Châu Nhai - Thôn Châu Nhai, xã Nam Cường
3. Giáo xứ Đông Phú - Thôn Vĩnh Trà, xã Hưng Phú
4. Giáo xứ Đông Thành - Thôn Đông Thành, xã Nam Tiền Hải
5. Giáo xứ Hợp Châu - Thôn Hợp Châu, xã Nam Cường
6. Giáo xứ Hữu Vy - Thôn Hữu Vy, xã Nam Cường
7. Giáo xứ Kim Châu - Thôn Tiến Lợi, xã Nam Cường
8. Giáo xứ Kính Danh - Thôn Kính Danh, xã Nam Tiền Hải
9. Giáo xứ Linh Châu - Thôn Linh Châu, xã Nam Cường
10. Giáo xứ Lộc Trung - Thôn Lộc Trung, xã Hưng Phú
11. Giáo xứ Minh Châu - Thôn Minh Châu, xã Hưng Phú
12. Giáo xứ Minh Nghĩa - Thôn Tam Bảo, xã Nam Tiền Hải
13. Giáo xứ Nam Biên - Thôn Hải Ngoại, xã Hưng Phú
14. Giáo xứ Tân Châu - Thôn Tân Hưng, xã Nam Cường
15. Giáo xứ Thanh Châu - Thôn Thanh Châu, xã Nam Cường
16. Giáo xứ Thanh Minh - Thôn Phương, xã Nam Tiền Hải
17. Giáo xứ Thánh Tâm - Thôn Hợp Thành, xã Hưng Phú
18. Giáo xứ Thất Sự - Thôn Tân Hưng, xã Nam Cường
19. Giáo xứ Thủ Chính - Thôn Thủ Chính, xã Nam Cường
20. Giáo xứ Thục Thiện - Thôn Thục Thiện, xã Nam Tiền Hải
21. Giáo xứ Trung Đồng - Thôn Ái Quốc, xã Hưng Phú (Giáo Hạt)

### Giáo hạt Tây Hưng Yên
Giáo hạt Tây Hưng Yên gồm 13 giáo xứ nằm trên địa bàn các xã, phường phía tây tỉnh Hưng Yên, xếp theo ABC:
1. Giáo xứ An Vỹ - Xã Triệu Việt Vương
2. Giáo xứ Đức Ninh - Thôn Đức Ninh, xã Đức Hợp
3. Giáo xứ Hàm Tải - Thôn Hàm Tải, xã Triệu Việt Vương
4. Giáo xứ Hưng Yên - 76 Bãi Sậy, phường Phố Hiến
5. Giáo xứ Lê Xá - Thôn Lê Xá, xã Lương Bằng
6. Giáo xứ Lực Điền - Thôn Lực Điền, xã Việt Yên
7. Giáo xứ Ngô Xá - Thôn Ngô Xá, xã Nghĩa Dân
8. Giáo xứ Ngọc Đồng - Thôn Ngọc Đồng, xã Hiệp Cường
9. Giáo xứ Sài Quất - Thôn Sài Quất, xã Chí Minh
10. Giáo xứ Thái Nội - Thôn Thái Nội, xã Việt Yên
11. Giáo xứ Tiên Chu - Thôn Tiên Chu, xã Tân Hưng
12. Giáo xứ Trung Châu - Thôn Trung Châu, xã Khoái Châu
13. Giáo xứ Vĩnh Phúc - Thôn Vĩnh Tiền, xã Nghĩa Dân

### Giáo hạt Thái Thụy
Giáo hạt Thái Thụy gồm 24 giáo xứ nằm trên địa bàn các xã phía đông bắc tỉnh Hưng Yên, xếp theo ABC:
1. Giáo xứ Bích Du - Thôn Bích Du, xã Thái Ninh
2. Giáo xứ Cam Châu - Thôn Cam Đông, xã Thái Thụy
3. Giáo xứ Cao Mộc - Thôn Cao Mộc, xã Tân Tiến
4. Giáo xứ Đại Điền - Thôn Đại Điền, xã Phụ Dực
5. Giáo xứ Danh Giáo - Thôn Danh Giáo, xã Đông Thái Ninh
6. Giáo xứ Đông Khê - Thôn Đông Khê, xã Bắc Đông Hưng
7. Giáo xứ Giao Lạc - Thôn Giao Lạc, xã Nam Thái Bình
8. Giáo xứ Hải Linh - Thôn Hải Linh, xã Đông Thái Ninh, tỉnh Hưng Yên
9. Giáo xứ Khúc Mai - Thôn Khúc Mai, xã Nam Thụy Anh, tỉnh Hưng Yên
10. Giáo xứ Lai Ổn - Thôn Lai Ổn, xã Đồng Bằng
11. Giáo xứ Lãm Khê - Thôn Lãm Khê, xã Bắc Đông Quan
12. Giáo xứ Minh Đức - Thôn Minh Đức, xã Phụ Dực
13. Giáo xứ Ninh Cù - Thôn Ninh Cù, xã Thái Thụy
14. Giáo xứ Phương Mai - Thôn Phương Mai, xã Bắc Đông Hưng
15. Giáo xứ Song Hai - Thôn Song Hải, xã Nam Thái Ninh
16. Giáo xứ Tân Hưng - Thôn Tân Hưng, xã Bắc Đông Hưng
17. Giáo xứ Thiên Lộc - Thôn Thiên Lộc, xã Thái Ninh
18. Giáo xứ Thượng Phúc - Thôn Thượng Phúc, xã Thụy Anh
19. Giáo xứ Tràng Lũ - Thôn Tràng, xã Tân Tiến
20. Giáo xứ Vân Am - Thôn Vân Am, xã Bắc Thụy Anh
21. Giáo xứ Vạn Đồn - Thôn Vạn Đồn, xã Đông Thụy Anh
22. Giáo xứ Vĩnh Trà - Xã Thái Thụy
23. Giáo xứ Xá Thị - Thôn Xá Thị, xã Thụy Anh
24. Giáo xứ Xuân Hòa - Thôn Xuân Hòa, xã Nam Thái Ninh

### Giáo hạt Thành Phố
Giáo hạt Thành Phố gồm 21 giáo xứ nằm trên địa bàn các xã, phường phía nam tỉnh Hưng Yên, xếp theo ABC:
1. Giáo xứ An Châu - Thôn Song Thủy, xã Vũ Tiên
2. Giáo xứ An Lạc - Phường Vũ Phúc
3. Giáo xứ Bồng Tiên - Thôn Nam Tiên, xã Vũ Tiên
4. Giáo xứ Cát Đàm - Phường Trà Lý
5. Giáo xứ Cát Trại - Phường Trà Lý
6. Giáo xứ Chính Tòa - 8 Trần Hưng Đạo, phường Thái Bình
7. Giáo xứ Cổ Việt - Thôn Việt Cường, xã Thư Vũ
8. Giáo xứ Đại Hội - Phường Thái Bình
9. Giáo xứ Đông A - Thôn Văn Long, xã Vũ Tiên
10. Giáo xứ Đức Long - Thôn Đức Long, xã Vũ Tiên
11. Giáo xứ Gia Lạc - Thôn Gia Lạc, xã Vạn Xuân
12. Giáo xứ Hoàng Xá - Phường Vũ Phúc
13. Giáo xứ Lạc Đạo - Phường Trần Lãm
14. Giáo xứ Nghĩa Chính - Phường Trần Hưng Đạo
15. Giáo xứ Nguyệt Lãng - Thôn Nguyệt Lãng, xã Vũ Thư
16. Giáo xứ Phú Lễ - Thôn Phú Lễ, xã Tân Thuận
17. Giáo xứ Sa Cát - Phường Trà Lý
18. Giáo xứ Thuận Nghiệp - Thôn Thuận Nghiệp, xã Tân Thuận
19. Giáo xứ Thượng Điền - Thôn Thượng Điền, xã Vũ Thư
20. Giáo xứ Trại Gạo - Thôn Việt Tiến, xã Thư Vũ
21. Giáo xứ Trung Thành - Thôn Song Thủy, xã Vũ Tiên

## Các danh địa giáo phận

### Nhà thờ chính tòa và Tòa Giám mục

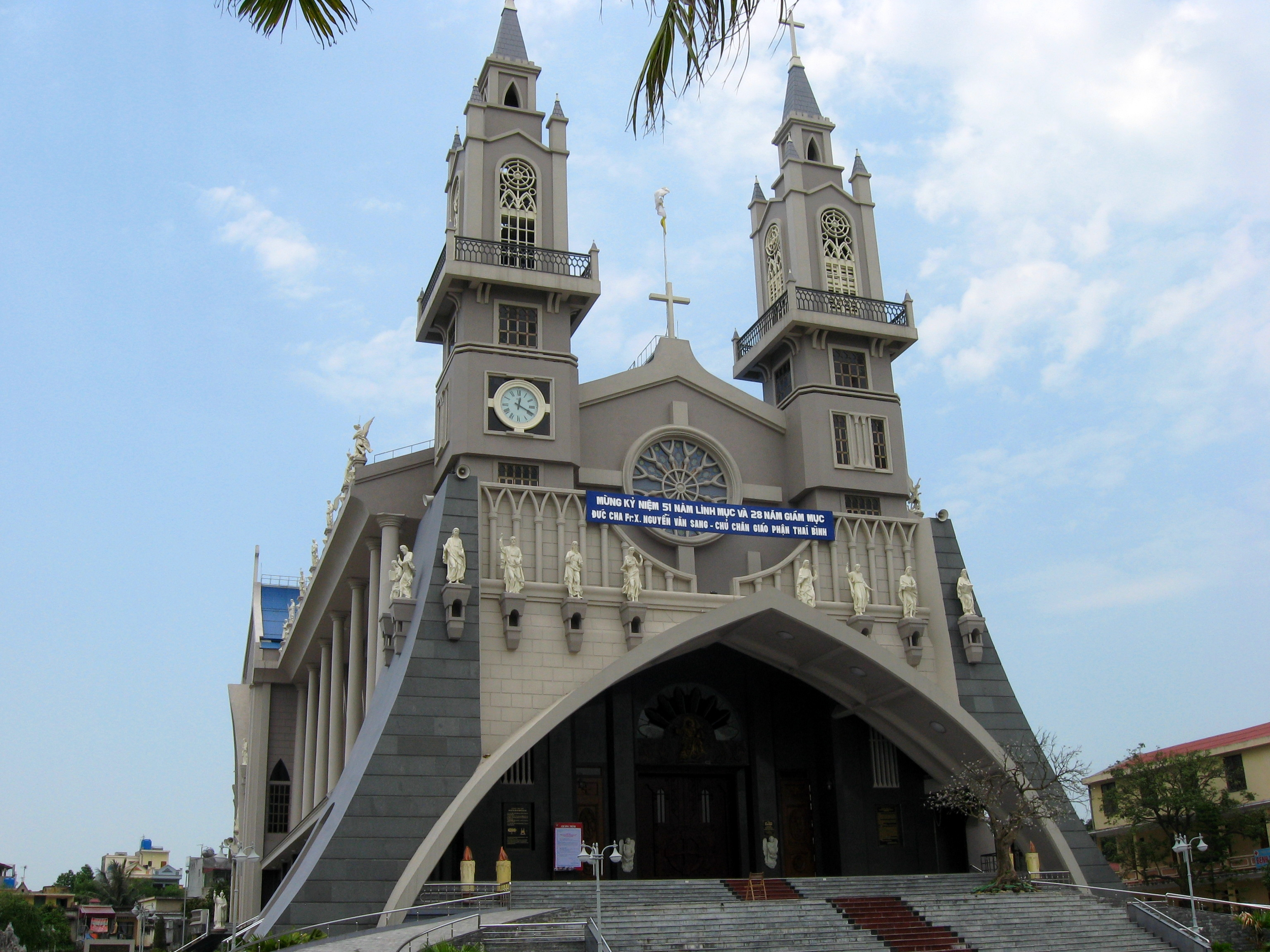
Nhà thờ chính tòa Thái Bình

Nhà thờ chính tòa Thái Bình được xây dựng từ năm 1906, nhưng đã xuống cấp do thời gian và bom Mỹ năm 1967. Đến ngày 13 tháng 10 năm 2007, ngôi nhà thờ chính tòa mới của Giáo phận - Nhà thờ chính tòa Thánh Tâm Chúa Giêsu đặt tại Thành phố Thái Bình đã được khánh thành, và được đánh giá là một trong những nhà thờ chính tòa đẹp nhất Việt Nam
Tòa Giám mục của giáo phận hiện đặt tại thành phố Thái Bình.

### Thánh địa hành hương
Đền Thánh Lòng Thương Xót Chúa - Giáo xứ Bác Trạch

## Các đời Giám mục quản nhiệm
| STT                             | Tên                             | Thời gian quản nhiệm            | Ghi chú                         |
| Hạt Đại diện Tông tòa Thái Bình | Hạt Đại diện Tông tòa Thái Bình | Hạt Đại diện Tông tòa Thái Bình | Hạt Đại diện Tông tòa Thái Bình |
| ------------------------------- | ------------------------------- | ------------------------------- | ------------------------------- |
| 1 †                             | Jean Casado Obispo Thuận        | 1936-1941                       | Dòng Ða Minh Tây Ban Nha        |
| 2 †                             | Santos Ubierna Ninh             | 1942-1955                       | Dòng Ða Minh Tây Ban Nha        |
| 3 †                             | Đa Minh Maria Đinh Đức Trụ      | 1960                            |                                 |
| Giáo phận Thái Bình             |                                 |                                 |                                 |
|                                 | Đa Minh Maria Đinh Đức Trụ      | 1960-1982                       |                                 |
| 4 †                             | Giuse Maria Đinh Bỉnh           | phó 1979-1982 1982-1989         |                                 |
| 5 †                             | Giuse Maria Trịnh Văn Căn       | 1990                            | Hồng y, Giám quản Tông tòa      |
| 6 †                             | Phaolô Bùi Chu Tạo              | 1990                            | Giám quản Tông tòa              |
| 7 †                             | Phanxicô Xaviê Nguyễn Văn Sang  | 1990 1990-2009                  |                                 |
| 8                               | Phêrô Nguyễn Văn Đệ             | 2009-2022                       | Dòng Don Bosco                  |
| 9                               | Đa Minh Đặng Văn Cầu            | 2022-nay                        |                                 |

Ghi chú:
- : Giám mục chính tòa
- : Giám mục phó, phụ tá hoặc Đại diện tông tòa
- : Giám quản Tông Tòa.